# Dendrelaphis
Dendrelaphis – rodzaj węży z podrodziny Ahaetuliinae w rodzinie połozowatych (Colubridae).

## Zasięg występowania
Zasięg występowania gatunków należących do tego rodzaju jest dość szeroki – zamieszkują Azję (Chiny, Pakistan, Indie, Sri Lanka, Nepal, Bangladesz, Bhutan, Mjanma, Laos, Wietnam, Kambodża, Tajlandia, Malezja, Singapur, Brunei, Filipiny, Indonezja i Timor Wschodni) oraz Australię i Oceanię (Australia, Luizjady, Palau, Papua-Nowa Gwinea i Wyspy Salomona).

## Charakterystyka
Do rodzaju należą smukłe, niewielkie węże żyjące przeważnie na drzewach, aktywne za dnia. Żywią się głównie jaszczurkami i płazami.

## Systematyka

### Etymologia
- Dendrelaphis: gr. δενδρον dendron „drzewo”[6]; rodzaj Elaphis Bonaparte, 1831.
- Tachyophis: gr. ταχυς takhus „szybki”[7]; οφις ophis, οφεως opheōs „wąż”[8]. Gatunek typowy: Coluber pictus J.F. Gmelin, 1789.

### Podział systematyczny
Do rodzaju należą następujące gatunki: 

- Dendrelaphis andamanensis (Anderson, 1871)
- Dendrelaphis anthracina Kraus, 2025
- Dendrelaphis ashoki Vogel & van Rooijen, 2011
- Dendrelaphis atra Kraus, 2025
- Dendrelaphis bifrenalis (Boulenger, 1890)
- Dendrelaphis biloreatus Wall, 1908
- Dendrelaphis binhi Nguyen, Nguyen, Le, Nguyen, Vo, Vo, Che & Murphy, 2023
- Dendrelaphis calligaster (Günther, 1867)
- Dendrelaphis caudolineatus (Gray, 1834)
- Dendrelaphis caudolineolatus (Günther, 1869)
- Dendrelaphis chairecaeos (Boie, 1827)
- Dendrelaphis cyanochloris (Wall, 1921)
- Dendrelaphis effrenis (Werner, 1909)
- Dendrelaphis flavescens Gaulke, 1994
- Dendrelaphis formosus (Boie, 1827)
- Dendrelaphis fuliginosus Griffin, 1909
- Dendrelaphis gastrostictus (Boulenger, 1894)
- Dendrelaphis girii Vogel & van Rooijen, 2011
- Dendrelaphis grandoculis (Boulenger, 1890)
- Dendrelaphis grismeri Vogel & van Rooijen, 2008
- Dendrelaphis haasi Vogel & van Rooijen, 2008
- Dendrelaphis hollinrakei Lazell, 2002
- Dendrelaphis humayuni Tiwari & Biswas, 1973
- Dendrelaphis inornatus Boulenger, 1897
- Dendrelaphis keiensis (Mertens, 1926)
- Dendrelaphis kopsteini Vogel & van Rooijen, 2007
- Dendrelaphis levitoni Vogel & van Rooijen, 2012
- Dendrelaphis lineolatus (Jacquinot & Guichenot, 1853)
- Dendrelaphis lorentzii (Lidth de Jeude, 1911)
- Dendrelaphis luzonensis Leviton, 1961
- Dendrelaphis macrops (Günther, 1877)
- Dendrelaphis marenae Vogel & van Rooijen, 2008
- Dendrelaphis melanarkys Kraus, 2025
- Dendrelaphis modestus Boulenger, 1894
- Dendrelaphis ngansonensis (Bourret, 1935)
- Dendrelaphis nigroserratus Vogel, van Rooijen & Hauser, 2012
- Dendrelaphis oliveri (Taylor, 1950)
- Dendrelaphis papuensis Boulenger, 1895
- Dendrelaphis philippinensis (Günther, 1879)
- Dendrelaphis pictus (Gmelin, 1789) – dendrelaf plamisty
- Dendrelaphis proarchos (Wall, 1909)
- Dendrelaphis punctulatus (Gray, 1826)
- Dendrelaphis roseni Kraus, 2025
- Dendrelaphis schokari (Kuhl, 1820)
- Dendrelaphis striatus (Cohn, 1905)
- Dendrelaphis striolatus (Peters, 1867)
- Dendrelaphis subocularis (Boulenger, 1888)
- Dendrelaphis terrificus (Peters, 1872)
- Dendrelaphis thasuni Atthanagoda, da Silva, Vogel, Udayanga, Bandara, Madawala, Grismer & Karunarathna, 2025
- Dendrelaphis tristis (Daudin, 1803)
- Dendrelaphis underwoodi Vogel & van Rooijen, 2008
- Dendrelaphis vogeli Jiang, Guo, Ren & Li, 2020
- Dendrelaphis walli Vogel & van Rooijen, 2011
- Dendrelaphis wickrorum Danushka, Kanishka, Amarasinghe, Vogel & Seneviratne, 2020